# Paul Dudley White
Paul Dudley White (Roxbury, Massachusetts, 6 de junho de 1886 – 31 de outubro de 1973) foi um médico e cardiologista estadunidense.
Filho de Herbert Warren White e Elizabeth Abigail Dudley. Foi uma das autoridades em cardiologia de seu tempo, e um proeminente defensor da medicina preventiva.
Em 14 de setembro 1964 recebeu do Presidente Johnson a Medalha Presidencial da Liberdade.